# 2007-es Formula–1 amerikai nagydíj
Az amerikai nagydíj volt a 2007-es Formula–1 világbajnokság hetedik futama. 2007. június 17-én rendezték Indianapolisban. A pályán egy kör 4,192 km, a verseny 73 körös volt.

## Időmérő edzés
Kanada után az újonc Hamilton ismét megverte világbajnok csapattársát Alonsot, ideje 1:12,331 volt. A Harmadik helyen Massa végzett. A futam végeredménye is ugyanaz volt, mint a rajtfelállás.
| Hely | Versenyző            | Csapat/Motor       | 1. rész  | 2. rész  | 3. rész  |
| ---- | -------------------- | ------------------ | -------- | -------- | -------- |
| 1    | Lewis Hamilton       | McLaren-Mercedes   | 1:12.563 | 1:12.065 | 1:12.331 |
| 2    | Fernando Alonso      | McLaren-Mercedes   | 1:12.416 | 1:11.926 | 1:12.500 |
| 3    | Felipe Massa         | Ferrari            | 1:12.731 | 1:12.180 | 1:12.703 |
| 4    | Kimi Räikkönen       | Ferrari            | 1:12.732 | 1:12.111 | 1:12.839 |
| 5    | Nick Heidfeld        | BMW Sauber         | 1:12.543 | 1:12.188 | 1:12.847 |
| 6    | Heikki Kovalainen    | Renault            | 1:12.998 | 1:12.599 | 1:13.308 |
| 7    | Sebastian Vettel     | BMW Sauber         | 1:12.711 | 1:12.644 | 1:13.513 |
| 8    | Jarno Trulli         | Toyota             | 1:13.186 | 1:12.828 | 1:13.789 |
| 9    | Mark Webber          | Red Bull-Renault   | 1:13.425 | 1:12.788 | 1:13.871 |
| 10   | Giancarlo Fisichella | Renault            | 1:13.168 | 1:12.603 | 1:13.953 |
| 11   | David Coulthard      | Red Bull-Renault   | 1:13.424 | 1:12.873 |          |
| 12   | Ralf Schumacher      | Toyota             | 1:12.851 | 1:12.920 |          |
| 13   | Jenson Button        | Honda              | 1:13.306 | 1:12.998 |          |
| 14   | Nico Rosberg         | Williams-Toyota    | 1:13.128 | 1:13.060 |          |
| 15   | Rubens Barrichello   | Honda              | 1:13.203 | 1:13.201 |          |
| 16   | Anthony Davidson     | Super Aguri-Honda  | 1:13.164 | 1:13.259 |          |
| 17   | Alexander Wurz       | Williams-Toyota    | 1:13.441 |          |          |
| 18   | Szató Takuma         | Super Aguri-Honda  | 1:13.477 |          |          |
| 19   | Vitantonio Liuzzi    | Toro Rosso-Ferrari | 1:13.484 |          |          |
| 20   | Scott Speed          | Toro Rosso-Ferrari | 1:13.712 |          |          |
| 21   | Adrian Sutil         | Spyker-Ferrari     | 1:14.122 |          |          |
| 22   | Christijan Albers    | Spyker-Ferrari     | 1:14.597 |          |          |

## Futam

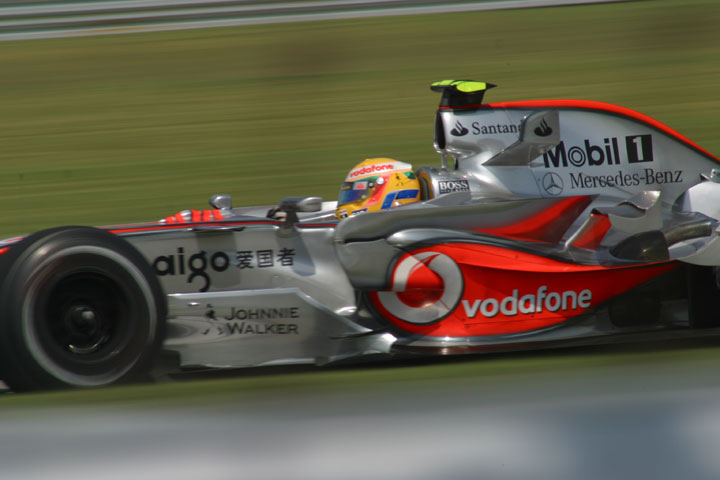
Hamilton az amerikai nagydíjon

Az amerikai nagydíjon Kubica nem vett részt az előző versenyen történt balesete miatt, helyére a német Sebastian Vettelt ültették be. Hamilton második győzelmét könyvelhette el csapattársa és a Ferraris Massa előtt. Negyedik lett a finn Kimi Räikkönen, akié a leggyorsabb kör lett 1:13,117-del. Ötödik lett a Renault-s Kovalainen, a hatodik Jarno Trulli, a hetedik Mark Webber és a nyolcadik BMW-s Vettel lett, aki a legfiatalabb pontszerző versenyző lett.
A futam után Hamilton előnye 10 pontra nőtt a második Alonsóval szemben. A McLaren 106 ponttal vezette a konstruktőri bajnokságot a Ferrari előtt 36 ponttal.
| Helyezés | #  | Versenyző            | Csapat/Motor       | Futott körök | Idő/Kiesés oka | Rajthely | Pontszám |
| -------- | -- | -------------------- | ------------------ | ------------ | -------------- | -------- | -------- |
| 1        | 2  | Lewis Hamilton       | McLaren-Mercedes   | 73           | 1:31:09.965    | 1        | 10       |
| 2        | 1  | Fernando Alonso      | McLaren-Mercedes   | 73           | + 1.518        | 2        | 8        |
| 3        | 5  | Felipe Massa         | Ferrari            | 73           | + 12.842       | 3        | 6        |
| 4        | 6  | Kimi Räikkönen       | Ferrari            | 73           | + 15.422       | 4        | 5        |
| 5        | 4  | Heikki Kovalainen    | Renault            | 73           | + 41.402       | 6        | 4        |
| 6        | 12 | Jarno Trulli         | Toyota             | 73           | + 1:06.703     | 8        | 3        |
| 7        | 15 | Mark Webber          | Red Bull-Renault   | 73           | + 1:07.331     | 9        | 2        |
| 8        | 10 | Sebastian Vettel     | BMW Sauber         | 73           | + 1:07.783     | 7        | 1        |
| 9        | 3  | Giancarlo Fisichella | Renault            | 72           | + 1 kör        | 10       |          |
| 10       | 17 | Alexander Wurz       | Williams-Toyota    | 72           | + 1 kör        | 17       |          |
| 11       | 23 | Anthony Davidson     | Super Aguri-Honda  | 72           | + 1 kör        | 16       |          |
| 12       | 7  | Jenson Button        | Honda              | 72           | + 1 kör        | 13       |          |
| 13       | 19 | Scott Speed          | Toro Rosso-Ferrari | 71           | + 2 kör        | 20       |          |
| 14       | 20 | Adrian Sutil         | Spyker-Ferrari     | 71           | + 2 kör        | 21       |          |
| 15       | 21 | Christijan Albers    | Spyker-Ferrari     | 70           | + 3 kör        | 22       |          |
| 16       | 16 | Nico Rosberg         | Williams-Toyota    | 68           | Motorhiba      | 14       |          |
| 17       | 18 | Vitantonio Liuzzi    | Toro Rosso-Ferrari | 68           | Víznyomás      | 19       |          |
| Kiesett  | 9  | Nick Heidfeld        | BMW Sauber         | 55           | Váltóhiba      | 5        |          |
| Kiesett  | 22 | Szató Takuma         | Super Aguri-Honda  | 13           | Kicsúszás      | 18       |          |
| Kiesett  | 14 | David Coulthard      | Red Bull-Renault   | 0            | Baleset        | 11       |          |
| Kiesett  | 8  | Rubens Barrichello   | Honda              | 0            | Baleset        | 15       |          |
| Kiesett  | 11 | Ralf Schumacher      | Toyota             | 0            | Baleset        | 12       |          |

## A világbajnokság élmezőnyének állása a futam után
| H  | Versenyzők           | Pont | H  | Konstruktőrök     | Pont |
| -- | -------------------- | ---- | -- | ----------------- | ---- |
| 1  | Lewis Hamilton       | 58   | 1  | McLaren-Mercedes  | 106  |
| 2  | Fernando Alonso      | 48   | 2  | Ferrari           | 71   |
| 3  | Felipe Massa         | 39   | 3  | BMW Sauber        | 39   |
| 4  | Kimi Räikkönen       | 32   | 4  | Renault           | 21   |
| 5  | Nick Heidfeld        | 26   | 5  | Williams-Toyota   | 13   |
| 6  | Giancarlo Fisichella | 13   | 6  | Toyota            | 9    |
| 7  | Robert Kubica        | 12   | 7  | Red Bull-Renault  | 6    |
| 8  | Heikki Kovalainen    | 12   | 8  | Super Aguri-Honda | 4    |
| 9  | Alexander Wurz       | 8    | 9  |                   |      |
| 10 | Jarno Trulli         | 7    | 10 |                   |      |
| 11 | Nico Rosberg         | 5    | 11 |                   |      |

## Statisztikák
Vezető helyen:
- Lewis Hamilton: 66 (1-20 / 27-50 / 52-73)
- Fernando Alonso: 1 (21)
- Heikki Kovalainen: 5 (22-26)
- Felipe Massa: 1 (51)

Lewis Hamilton 2. győzelme, 2. pole-pozíciója, Kimi Räikkönen 13. leggyorsabb köre.
- McLaren 152. győzelme.

Sebastian Vettel első versenye.